# Wolfframm

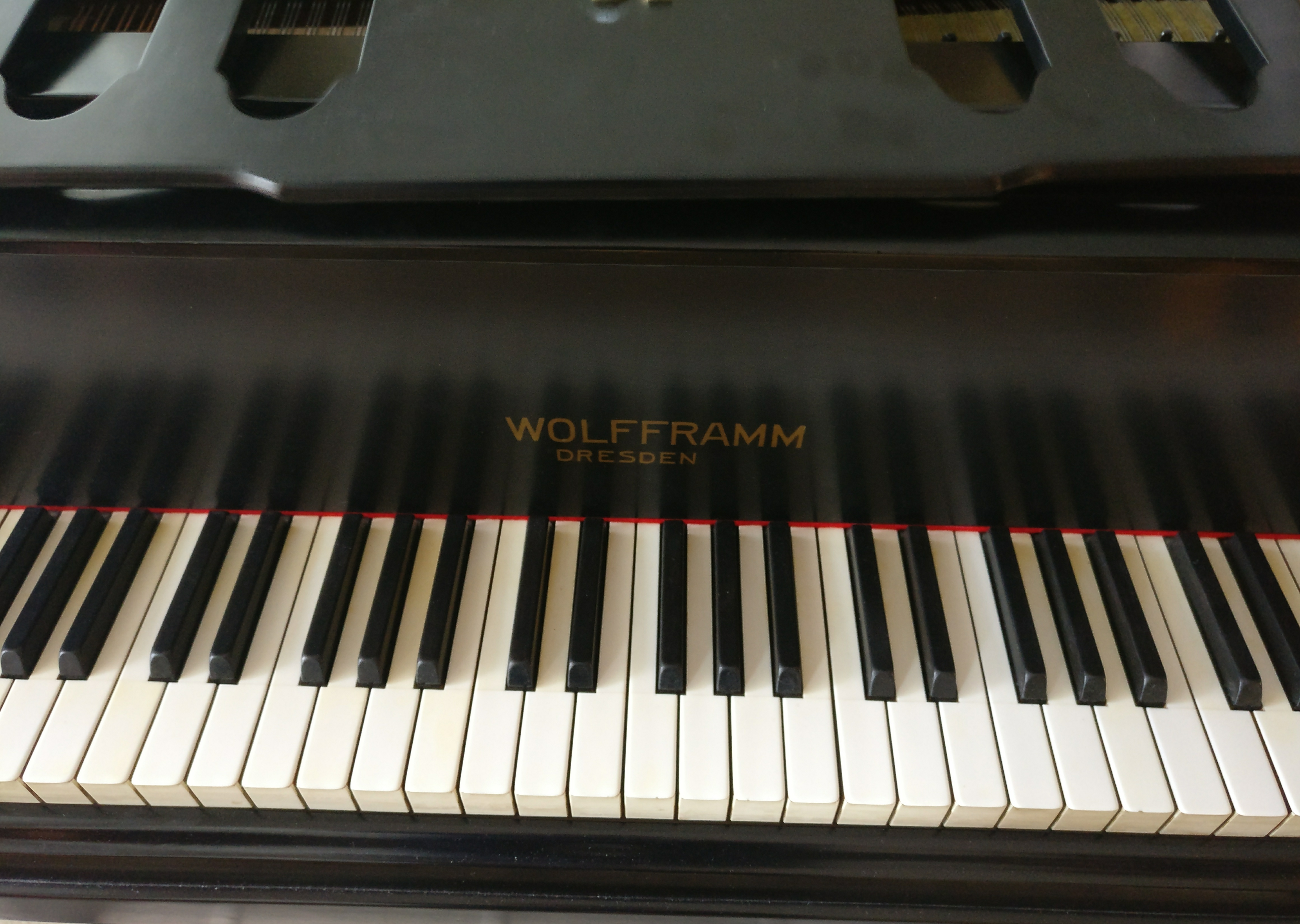
Wolfframm Dresden-flygel.

Wolfframm var en tysk tillverkare av pianon och flyglar med säte i Dresden. Företaget grundades 1872 och började tillverka produkter under varumärket "Apollo", men varumärket byttes senare till "Wolfframm.". Tillverkningen upphörde i mitten av 1900-talet. 